# Hans-Jürgen Diehl

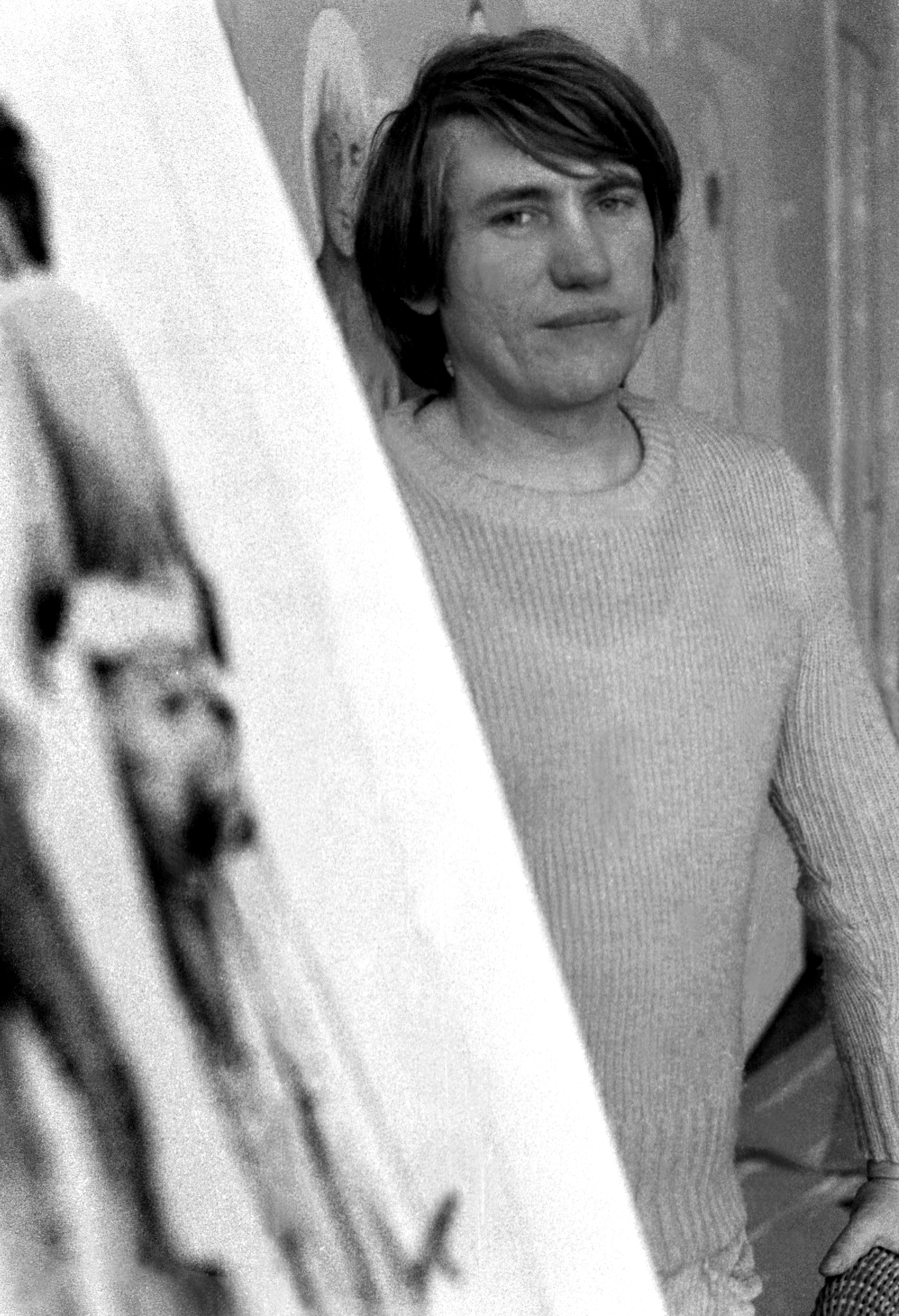
Hans-Jürgen Diehl (1975)

Hans-Jürgen Diehl (* 22. Mai 1940 in Hanau) ist ein deutscher Maler des Neuen Realismus und Professor für Malerei an der Universität der Künste Berlin.

## Leben
Hans-Jürgen Diehl studierte ab 1959 Malerei an der Akademie der Bildenden Künste in München bei Hermann Kaspar, der École nationale supérieure des beaux-arts de Paris bei Legeult und an der Hochschule für Bildende Künste Berlin. Im Jahr 1964 war er Meisterschüler von Hann Trier.
Diehl ist Gründungsmitglied der Ausstellungsgemeinschaft Großgörschen 35, einer Selbsthilfegalerie Berliner Künstler in der Hinterhof-Fabriketage in Berlin und gehörte dieser bis 1969 an. Als „Section Großgörschen 35“ vereinten sich ab 1966 Berliner Realisten und vertraten ein kritisches künstlerisches Programm, das von der Kunstbewegung der Dresdner und Berliner Veristen der 1920er Jahre beeinflusst ist. Der Gruppe gehörten auch die Künstler Ulrich Baehr, Werner Berges, Peter Sorge, Maina-Miriam Munsky, Wolfgang Petrick und Lambert Maria Wintersberger an. Der Künstler steht in der Berliner Kunstszene für einen kritischen und sozialkritischen Realismus, der an die Neue Sachlichkeit der 1920er Jahre anschließt. Er vertritt einen modernen gegenständlichen Stil, surreal, sozialkritisch und fotorealistisch.
Seit 1977 hat Hans-Jürgen Diehl eine Professur für Malerei an der Universität der Künste Berlin inne.
Hans-Jürgen Diehl war von 1973 bis 1978 Mitglied im Vorstand des Deutschen Künstlerbundes. Er lebt in Berlin und New York.

## Werk
Die Werke des Berliner Künstlers kann man dem Themenbereich des Kritischen Realismus zuordnen. Diehl zeigt in Bildszenen politische und sexuelle Manipulationen, jedoch im Unterschied zu Petrick im strengen Form- und Farbregulativ. Diehls perspektivischer Fotorealismus wird beim Betrachten zur Bildfalle. Während Petricks Realismus Zerrbilder darstellt, erscheinen Diehls Bilder manipulierte Fotomontagen authentisch.

## Ausstellungen  (Auswahl)

### Einzelausstellungen
| - 1964 Galerie Großgörschen 35, Berlin - 1966 Galerie Großgörschen 35, Berlin - 1967 Galerie Junge Generation, Hamburg - 1968 Galerie Schmücking, Braunschweig - 1969 Galerie Niepel, Düsseldorf - 1970 Haus am Waldsee, Berlin - 1971 Kunstverein für die Rheinlande und Westfalen, Düsseldorf, und Kunstsammlung Ludwigshafen (mit Wolfgang Petrick) - 1972 Institut für Moderne Kunst, Nürnberg - 1973 Galerie Niepel, Düsseldorf - 1973 Karl-Ernst-Osthaus-Museum, Hagen - 1976 Galerie Poll, Berlin - 1977 Kunstverein Hannover, Hannover - 1977 KasselerKunstVerein, Kassel - 1977 Museum Ulm, Ulm - 1980 Galerie Poll, Berlin - 1981 Galerie Lucklum, Lucklum | - 1984 Galerie Friedrich, Köln - 1985 Staatliche Kunsthalle Berlin - 1989 Galerie Poll, Berlin - 1992 Galerie Limmer, Freiburg - 1995 Galerie Limmer, Freiburg - 1995 Galerie T + B, Berlin - 1997 Galerie Limmer, Köln - 1999 Galerie Limmer, Köln - 2000 Kesselhaus Hannover-Linden - 2002 Kesselhaus Hannover-Linden - 2005 Kesselhaus Hannover-Linden - 2005 Kunsthaus Potsdam - 2007 Kulturzentrum Kolvenburg, Billerbeck - 2010 Campagne Première, Berlin - 2012 Campagne Première, Berlin |

### Gruppenausstellungen
| - 1964–67 Junger Westen, Kunsthalle Recklinghausen - 1965 Ein Jahr Großgörschen 35, Galerie Großgörschen, Berlin - 1966 Berlin 66, Märkisches Museum, Witten - 1966 Junge Berliner Künstler, Basel - 1966–1991 beteiligte sich Hans-Jürgen Diehl an insgesamt 14 großen DKB-Jahresausstellungen. - 1967 Neuer Realismus, Haus am Waldsee, Berlin, Museum Braunschweig und Hamburg - 1968 Europäische Druckgrafik, Den Haag - 1968 Deutsche Kunst heute, Kunstverein Hannover - 1969 Wilhelm-Morgner-Preis für experimentelle Kunst 1969, Soest - 1970 Berliner Realisten, Badischer Kunstverein, Karlsruhe - 1971 7. Biennale des Jeunes, Paris - 1971 Oggetivita ed impeno, Galleria Giulia, Rom, Turin, Mailand, Bologna - 1972–74 Prinzip Realismus, Akademie der Künste, Berlin, Oberhausen, München, Freiburg, Göteborg, Lund, Tromsø, Bergen, Oslo, Karlsruhe - 1974 Liebe und Tod, Neue Galerie Aachen, Stolpre Burg - 1974 X. Biennale Internationale d’Art, Menton - 1974 25. Salon de la Jeune Peinture, Paris - 1975 Druckgrafik der Gegenwart, Kupferstichkabinett Berlin - 1976 Deutsche Grafik im XX. Jahrhundert, Kästner Museum, Hannover - 1976 Biennale der Grafik, Florenz - 1976 Biennale der Grafik, Krakau - 1977 Aspekt Großstadt, Künstlerhaus Bethanien, Berlin, Hannover, Frankfurt, München, Edinburgh, London - 1977 Berlin Now, New School Art Center, New York - 1978 Ugly Realism, Institut of Contemporary Arts, London - 1983 Dreams and Nightmares, Hirshhorn Museum, Washington | - 1987 Ich und die Stadt, Berlinische Galerie - 1987 Momentaufnahme, Staatliche Kunsthalle Berlin - 1988 Stationen der Moderne, Berlinische Galerie - 1989 Zeitbilder, Mannheimer Kunstverein - 1990 Kunstszene Berlin (West) 86-89, Berlinische Galerie - 1990 Berliner Kunststücke, Altes Museum Berlin - 1991 Berlin, Hugh lane Municipal Gallery of Modern Art, Dublin - 1991 Um 68, Kunsthalle Düsseldorf, Zürich - 1991 Interferenzen, Riga, St. Petersburg - 2001 Accrochage, Kesselhaus Hannover-Linden - 2004 Accrochage, C und P Galerie, Wiesbaden - 2005 Großgörschen 35, Galerie Poll, Berlin - 2007 Art Karlsruhe, C und P Galerie - 2007 Picolo 33, Kunsthaus Potsdam - 2008 Art Karlsruhe, C und P Galerie - 2008 Pop und die Folgen, Museum der Stadt Ratingen - 2009 Aus Leidenschaft, Kunstverein Bad Salzdetfurth - 2010 Pop Polit Pin ups, Städtische Galerie Bietigheim-Bissingen - 2011 Druck, Städtische Galerie Wolfsburg - 2011/12 Der geteilte Himmel, Sammlung der Neuen Nationalgalerie, Berlin - 2012 Aufbruch Realismus. Die neue Wirklichkeit im Bild nach '68, Städtische Museen Heilbronn - 2013 Accrochage, Galerie Hovestadt, Nottuln, mit Isa Dahl, Thomas Duttenhoefer, Jürgen Klück, Ingo Kühl, Hermann-Josef Kuhna, Sala Lieber, Sigrid Nienstedt, Dieter van Offern, Stefan Pietryga, Bernd Pöppelmann, Lars Reiffers, Stefan Rosendahl, Hans Scheib, Arno C. Schmetjen, Gan-Erdene Tsend, Daniel Wagenblast, Erhard Wilde und Wulf Winkelmann. |

## Museen und öffentliche Sammlungen mit Werken Diehls
- Neue Nationalgalerie, Stiftung Preußischer Kulturbesitz, Berlin
- Kupferstichkabinett der Stiftung Preußischer Kulturbesitz, Berlin
- Sammlung Marx, Berlin
- Berlinische Galerie[3]
- Kupferstichkabinett Dresden[4]
- Sprengel Museum Hannover
- Kunsthalle zu Kiel
- Osthaus Museum Hagen
- Märkisches Museum, Witten
- Hessisches Landesmuseum Darmstadt
- Museum Ulm
- Kunstsammlung der Bundesrepublik Deutschland, Bonn
- Stadtmuseum Hanau
- Museum Recklinghausen